# Antheraea godmani
Antheraea godmani är en fjärilsart som beskrevs av Druce 1892. Antheraea godmani ingår i släktet Antheraea och familjen påfågelsspinnare. Inga underarter finns listade i Catalogue of Life.

## Bildgalleri

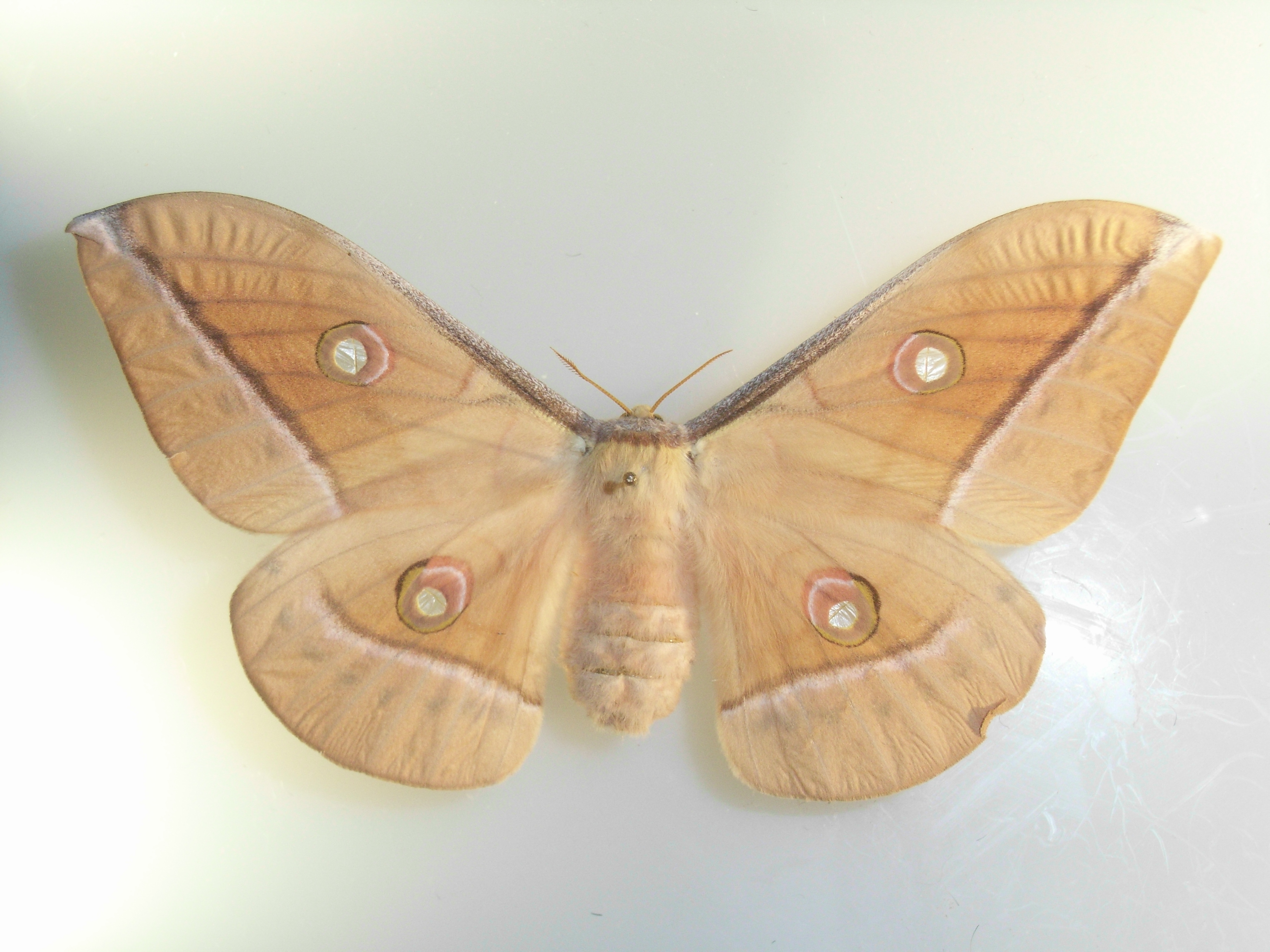